# Volkmar Billeb

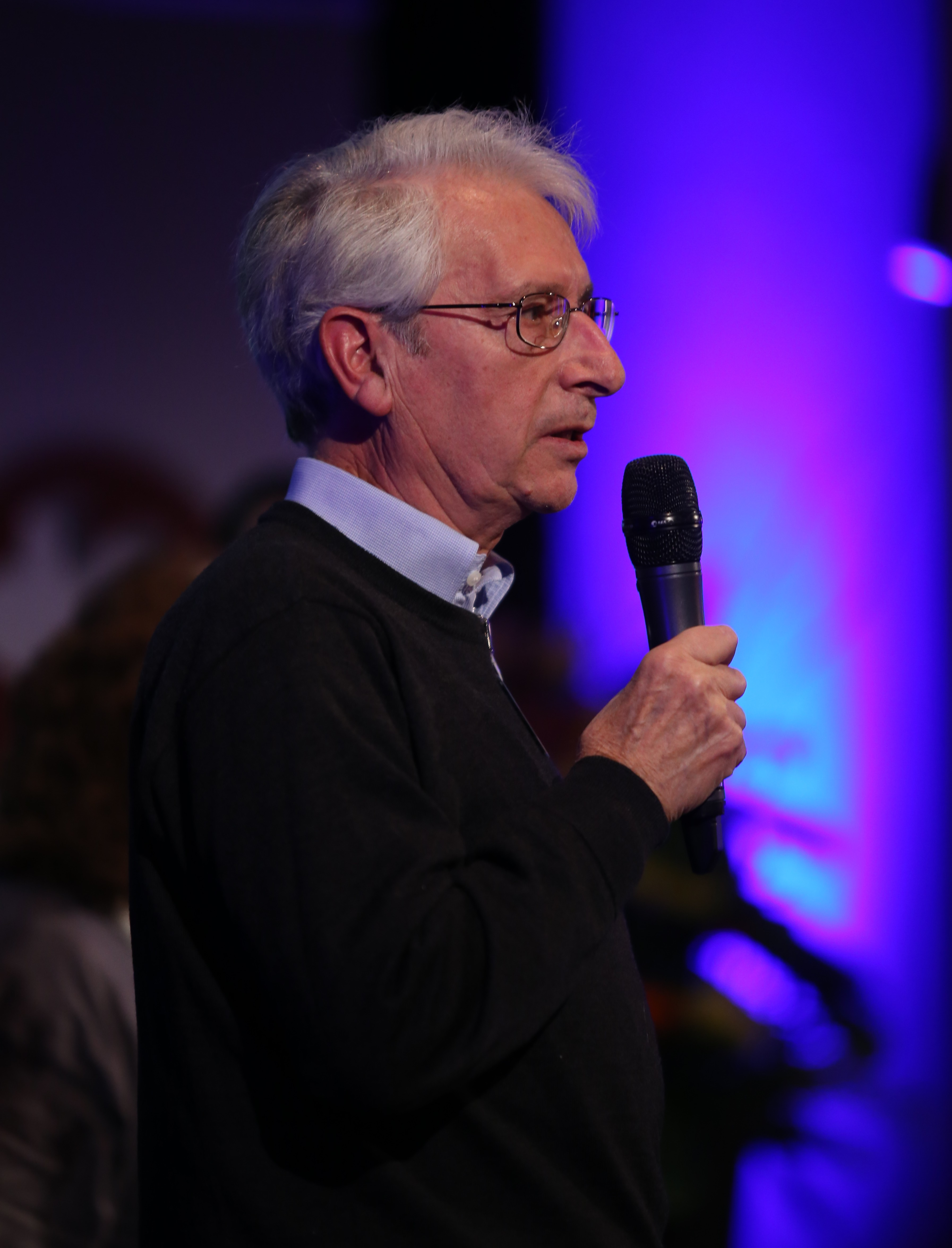
Volkmar Billeb bei der WikiCon 2013 in Karlsruhe

Volkmar Billeb (* 1939 in Dessau) ist ein deutscher Fotograf.

## Beruflicher Werdegang
Volkmar Billeb studierte Fotografie an der Hochschule für Grafik und Buchkunst in Leipzig und schloss das Studium als Diplom-Fotografiker ab. Von 1962 bis 1991 arbeitete er als Redaktionsfotograf, Abteilungsleiter und Auslandskorrespondent für verschiedene Berliner Verlage. Seit 1991 ist Billeb als freier Fotograf mit dem Schwerpunkt Architekturfotografie tätig und wirkte an rund 40 Buchpublikationen mit. Zudem bebilderte er für den Freundeskreis Schlösser und Gärten der Mark über 200 Ausgaben der Reihe Schlösser und Gärten der Mark. Er besitzt zudem eine Sammlung von historischen Fotoapparaten.
Volkmar Billeb war mehrfach als externer Juror Mitglied der deutschen Jury des Fotowettbewerbs Wiki Loves Monuments.

## Ausstellungen
Im Juni 2014 fand in der Galerie des Kulturhauses Karlshorst die Ausstellung Frostige Zeiten statt.
Im Oktober 2017 präsentierte das Ausstellungszentrum Pyramide in Hellersdorf unter dem Motto ZEITZEICHEN seine Fotografien aus der späten Sowjetunion.

## Publikationen mit Fotos von Volkmar Billeb (Auswahl)
- Jörg Becken, Anne Putbrese: Schlösser und Herrenhäuser der Niederlausitz. 1. Auflage. Klak Verlag, Berlin 2013, ISBN 978-3-943767-06-3.
- Bernd Siegmund: Brandenburg. 1. Auflage. Hinstorff, Rostock 2008, ISBN 978-3-356-01266-8.
- Sibylle Badstübner-Gröger, Sandra Kalcher: Burgen, Schlösser und Herrenhäuser in Brandenburg. Entdeckungsreisen zu bekannten und unbekannten Objekten. Hrsg.: Freundeskreis Schlösser und Gärten der Mark in der Deutschen Gesellschaft e. V. 1. Auflage. L-&-H-Verlag, Berlin 2008, ISBN 978-3-939629-07-8.
- mit Liselotte Schließer: Herrschaftliche Landsitze in der Lössnitz. (= Große Baudenkmäler. Nr. 505), Deutscher Kunstverlag, München 1996, DNB 948995432.
- Ludwig Trauzettel: Die Wörlitzer Anlagen. Hrsg.: Kulturstiftung Dessau Wörlitz (= DKV-Kunstführer). 5. Auflage. Deutscher Kunstverlag, München 2007, ISBN 978-3-422-02114-3.
- Ernst Badstübner: Zisterzienserkirchen im nördlichen Mitteleuropa. 1. Auflage. Hinstorff, Rostock 2005, ISBN 3-356-01095-6.